# Алтаелва
Алтаелва (Балсфиелма, Каутокейнуелва) (на норвежки: Altaelva, Kautokeinoelva) е река в Северна Норвегия (фюлке Финмарк), вливаща се в Алтафиорд на Норвежко море. Дължина 240 km, площ на водосборния басейн 7390 km².

## Географска характеристика
Река Алтаелва под името Балсфиелма изтича от малкото езеро Балсеярви, разположено на 483 m н.в., на северното подножие в западната част на възвишението Манселкя, в крайната югозападна част на фюлке Финмарк. Река Балсфиелма тече на юг, влива се в езерото Вуолит-Вуоцетаярви и изтича от него под името Каутокейнуелва. В началото река Каутокейнуелва тече в източна посока, след устието на десния си приток Фаврусйока завива на североизток, а след устието на Лапуйока – на север, като преминава последователно през езерата Нялаярви, Сталуярви, Вуолгамашярви и много други по-малки, а между тях течението ѝ е съпроводено от бързеи и прагове. След малкото селище Маси Каутокейнуелва навлиза в дългия 55 km Алтаканьон (един от най-величествените в Европа), преминава през проточното езеро Вирднеярви (разположено в каньона) и изтича от него вече под името Алтаелва. При селището Винамуен Алтаелва излиза от каньона, завива на северозапад, а след това на север и долината ѝ става широка и плитка. Влива се в южната част на Алтафиорд на Норвежко море при град Елвебакен.
Водосборният басейн на Алтаелва обхваща площ от 7390 km², като малка част от него е разположен на финландска територия. Речната ѝ мрежа е двустранно развита, като левите ѝ притоци са по-малко, но по-дълги, а десните – повече, но по-къси. На запад и североизток водосборният басейн на Алтаелва граничи с водосборните басейни на реките Матиселва, Рейсенелва, Стабурселва и други по-малки, вливаща се в Норвежко море, на изток – с водосборния басейн на река Танаелва, вливаща се в Баренцево море, а на юг – с водосборните басейни на реките Турнеелвен и Кемийоки, вливаща се в Балтийско море.
Основни притоци: Лупуйока, Чабардасйока, Масейока, Ейбюелва (леви); Хабайока, Хавгайока, Бидзейока, Фаврусйока, Саланйока, Суспатйока, Авджейока, Вуолгамашйока, Лапуйока (десни).
Алтаелва има предимно снежно подхранване с ясно изразено лятно и зимно маловодие. Среден годишен отток в устието 101 m³/s. Замръзва през ноември, а се размразява през май.

## Стопанско значение, селища
При изтичането на Алтаелва от езерото Вирднеярви през 1970-те години е изградена мощна ВЕЦ. По течението ѝ са разположени няколко малки населени места, в т.ч. районният център Каутокейно.